# Saint-Cyr-sur-Menthon
Saint-Cyr-sur-Menthon – miejscowość i gmina we Francji, w regionie Owernia-Rodan-Alpy, w departamencie Ain.

## Demografia
Według danych na styczeń 2012 roku gminę zamieszkiwało 1757 osób, a gęstość zaludnienia wynosiła 103,8 osób/km².